# MS Harmony of the Seas
El  Harmony of the Seas, es un crucero de la clase Oasis, perteneciente a la compañía Royal Caribbean International. Su construcción empezó a finales de 2012 en los astilleros de STX Europe.
El barco fue botado en junio de 2015 e inaugurado el 19 de mayo de 2016. Debido a su peso y a sus dimensiones, en el momento de su entrada en servicio fue el barco de cruceros más grande del mundo. Tiene una capacidad máxima de hasta 6400 pasajeros y 2394 miembros de la tripulación.
Como primera ruta, el  MS Harmony of the Seas efectuará desde junio hasta octubre de 2016 cruceros de 5 o 7 días por el Mediterráneo.

## Barco de pasajeros más grande del mundo
Cuando la compañía Royal Caribbean planificó la clase Oasis, fue para crear el crucero más grande del mundo. La diferencia de 2.000 GT respecto a los otros barcos de la misma clase y un incremento muy pequeño por lo que se refiere a la manga, le otorgaron el distintivo del barco de pasajeros más grande del mundo en el momento de su inauguración.

## Historial operativo
El 30 de enero de 2022, Harmony of the Seas entró en una zona de exclusión temporal alrededor de Cabo Cañaveral, lo que provocó el aplazamiento del lanzamiento previsto de un cohete Falcon 9 de SpaceX. El cohete pudo lanzarse con éxito la noche siguiente. Una investigación de la Guardia Costera encontró a Royal Caribbean responsable del incidente, pero también condujo a reformas en la forma en que la Guardia Costera determina las zonas de exclusión y difunde esa información a los barcos.
El 26 de mayo de 2022, el buque chocó con un embarcadero en Falmouth, Jamaica. El barco sufrió daños mínimos y poco después fue atracado de forma segura. No se reportaron heridos.

## Galería

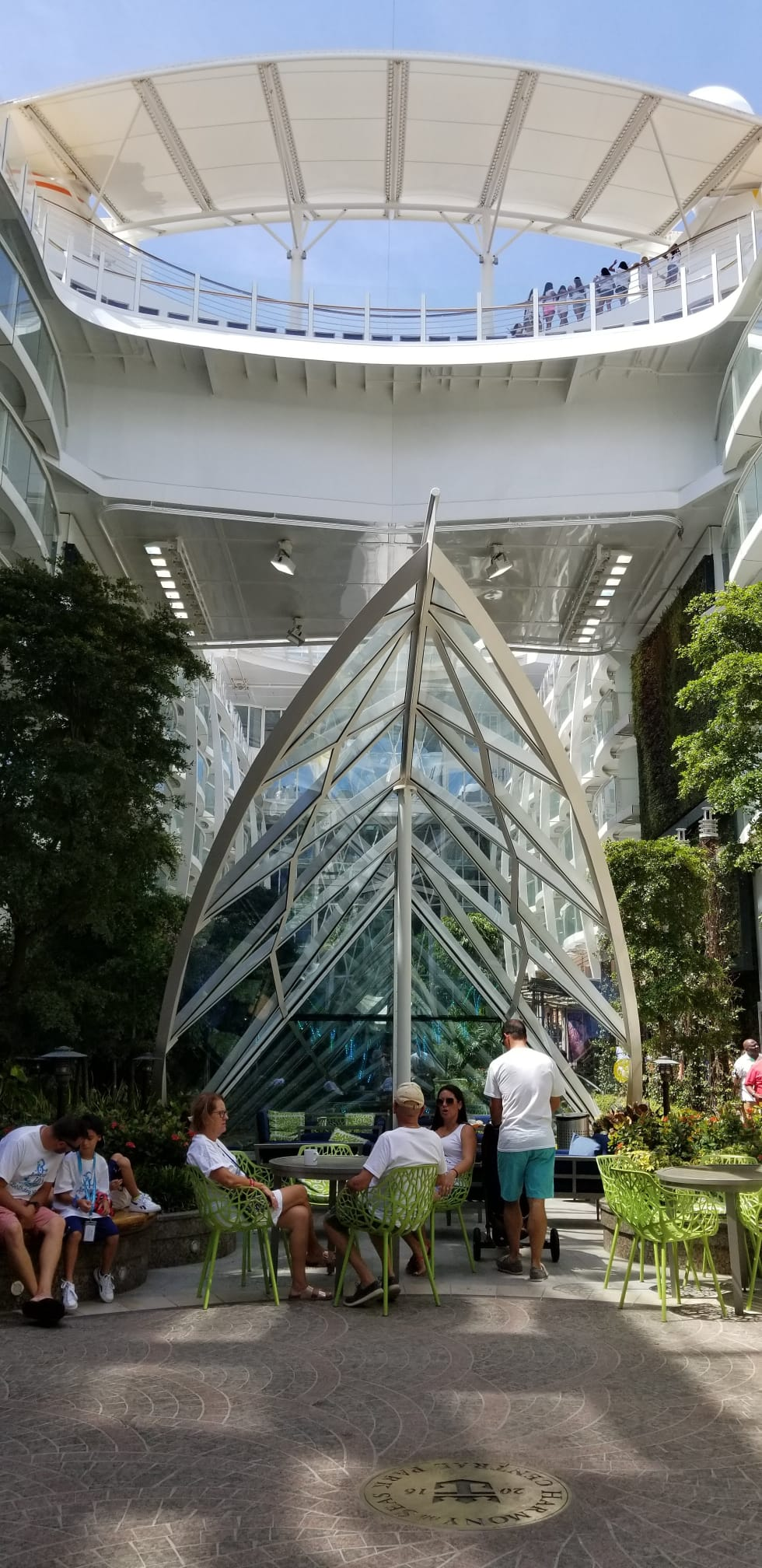
Central Park
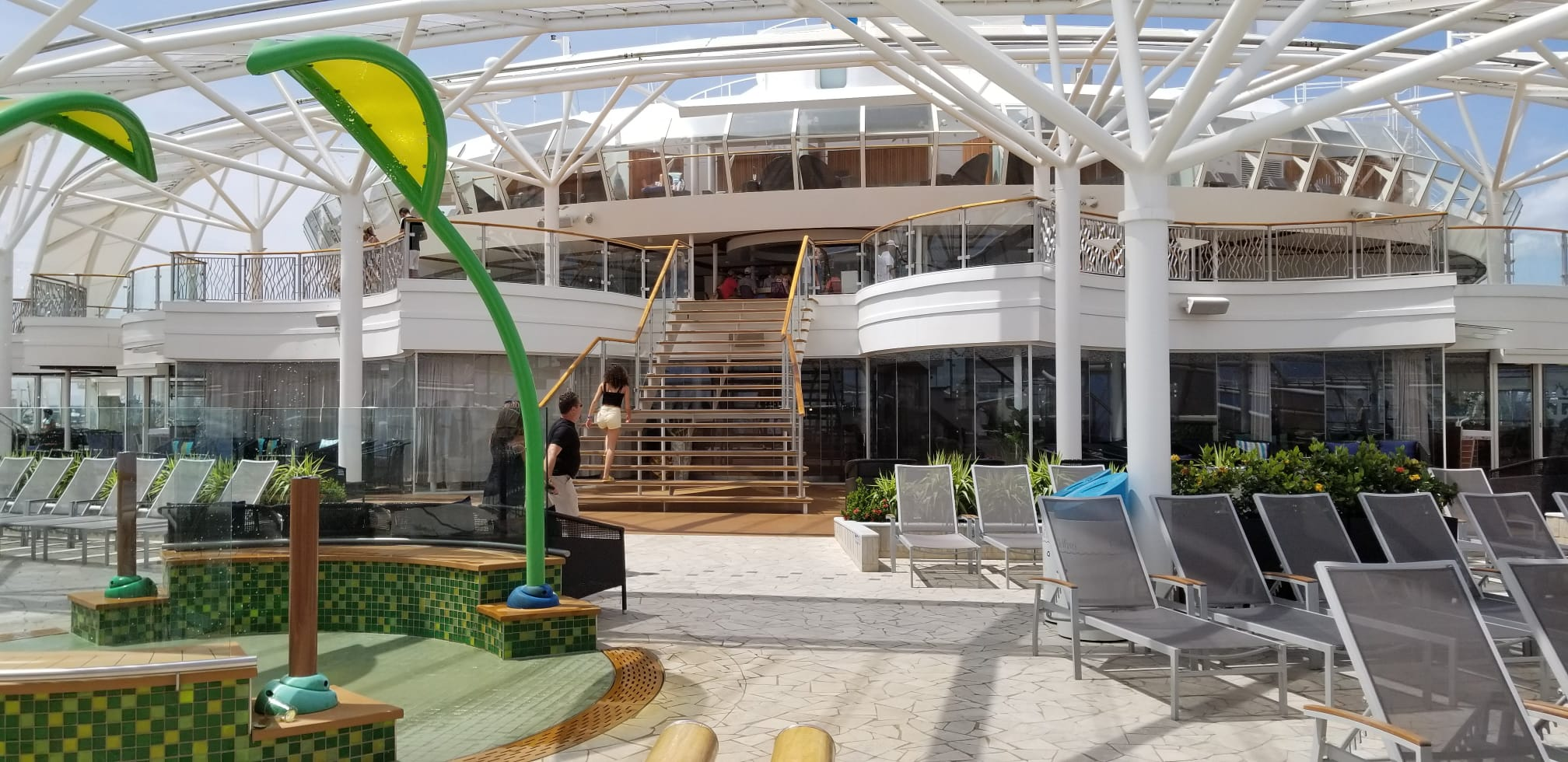
Solarium
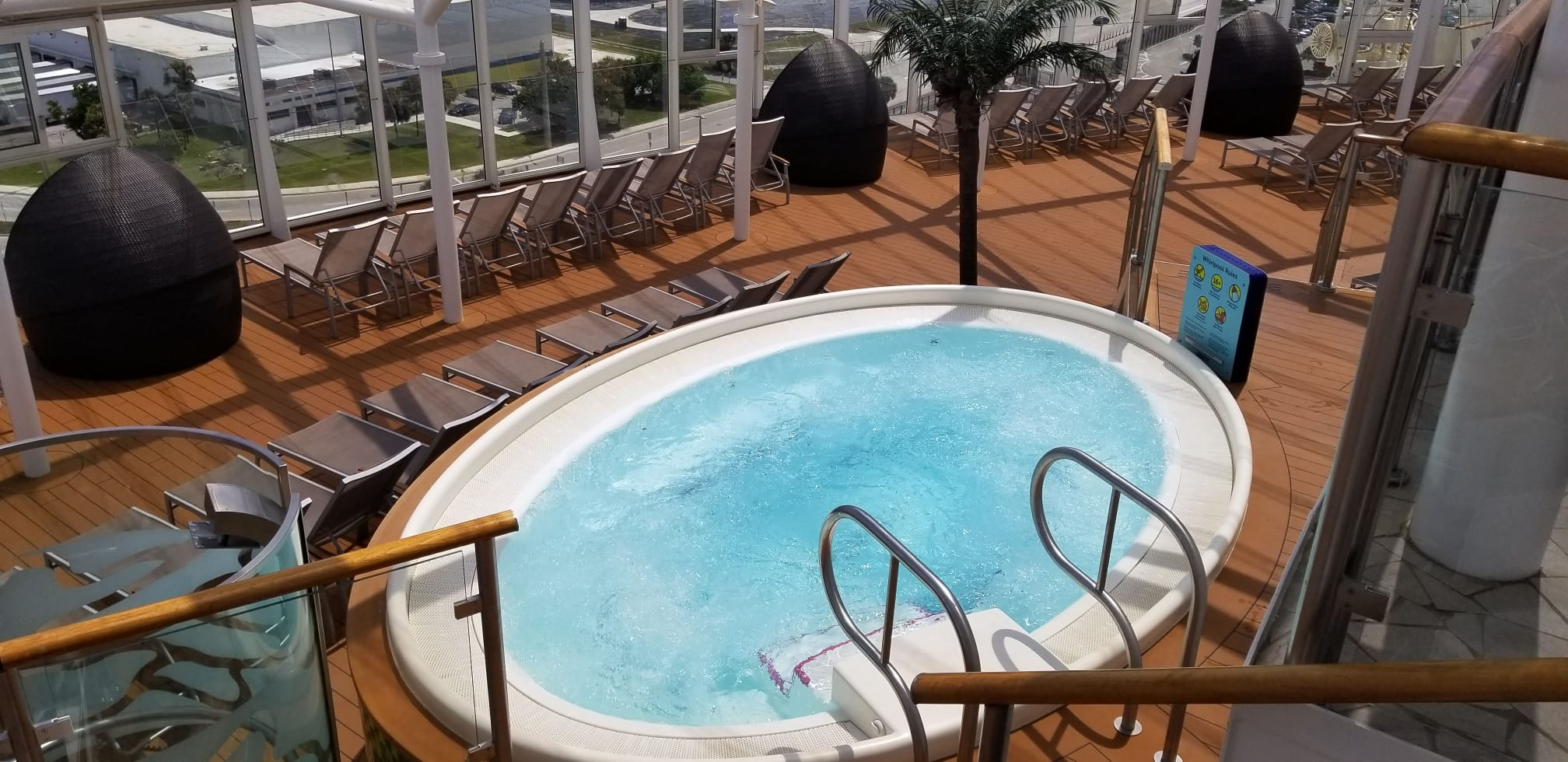
Sauna
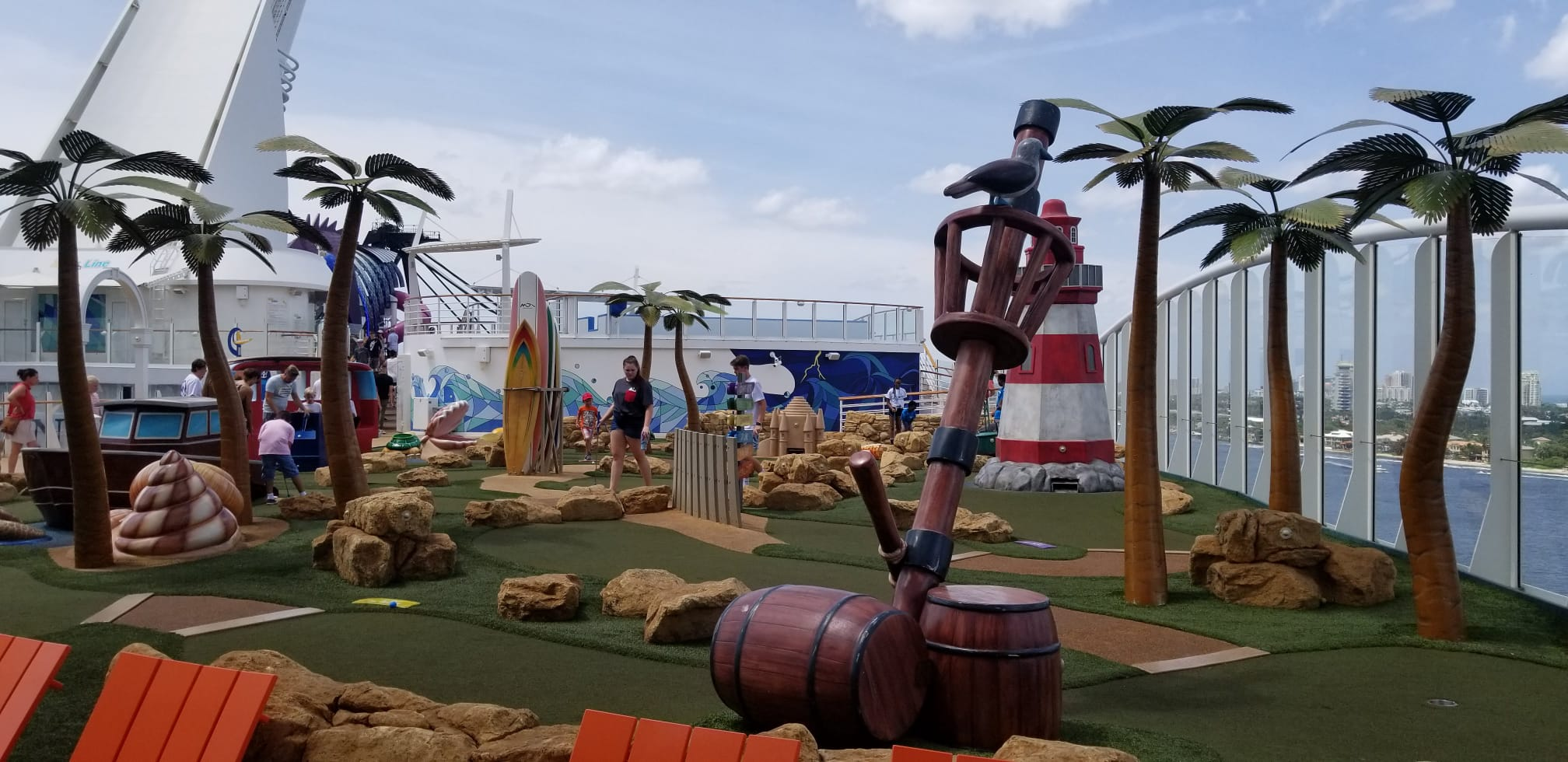
Mini golf
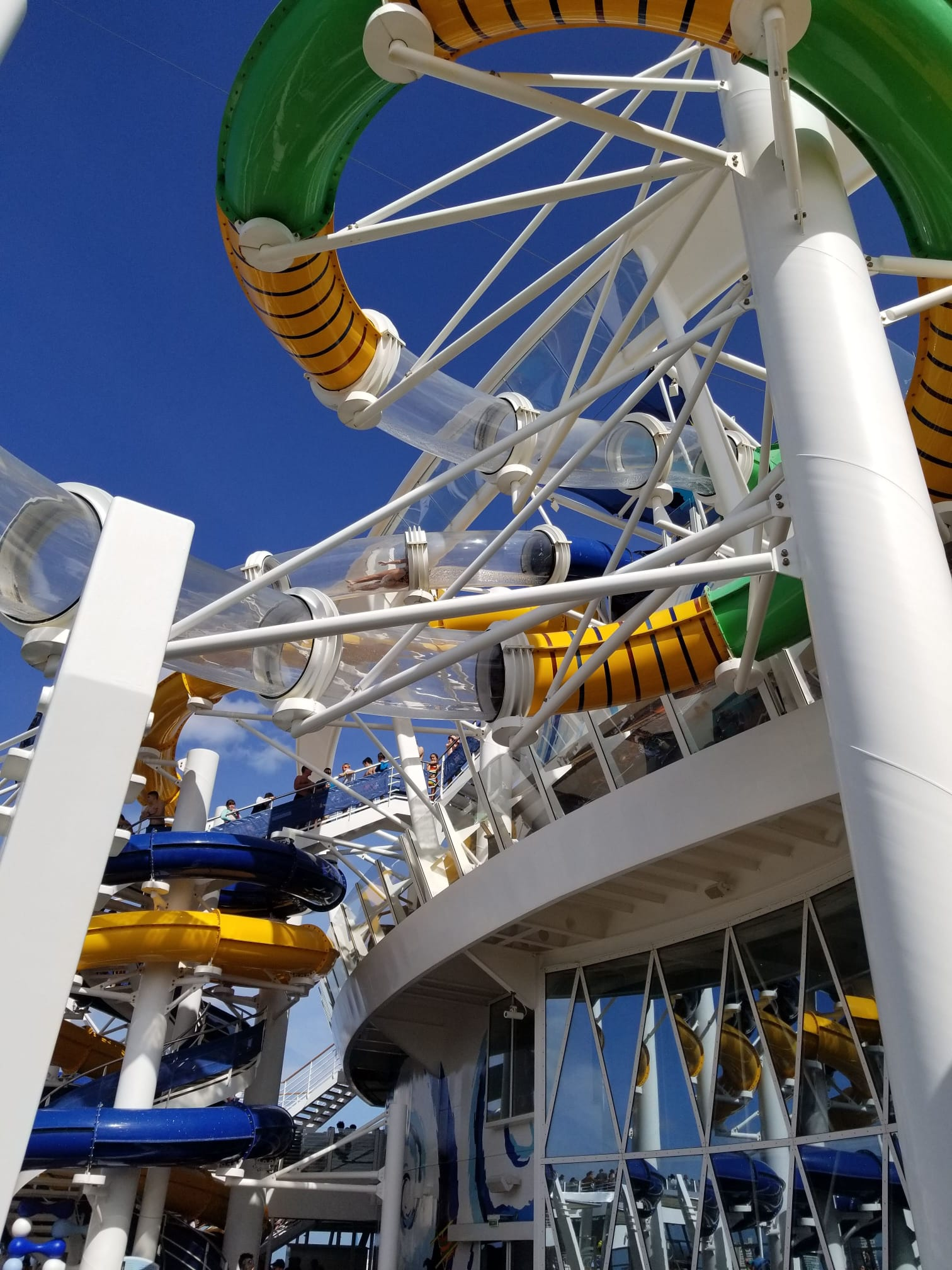
Toboganes de agua
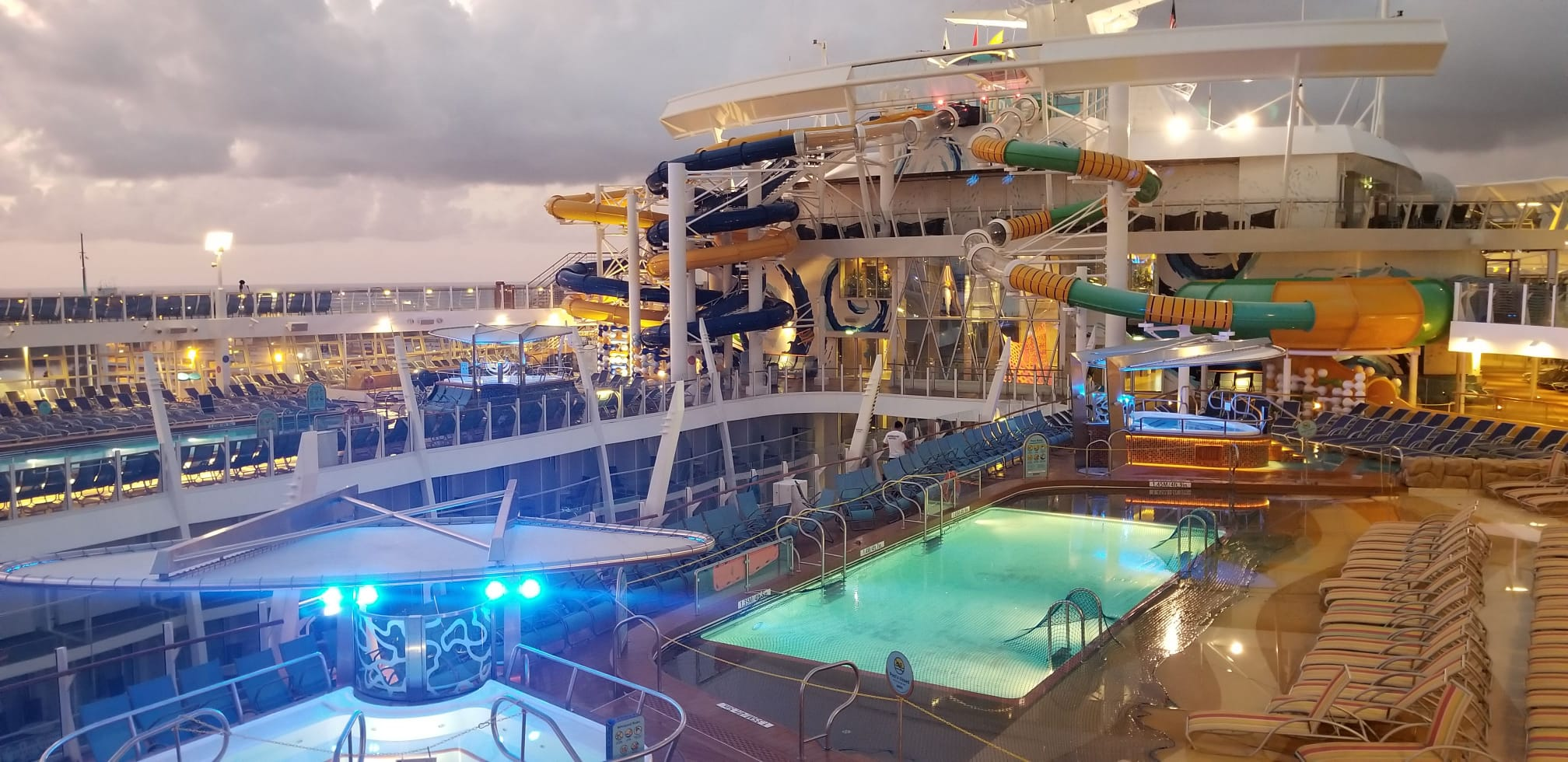
Piscina
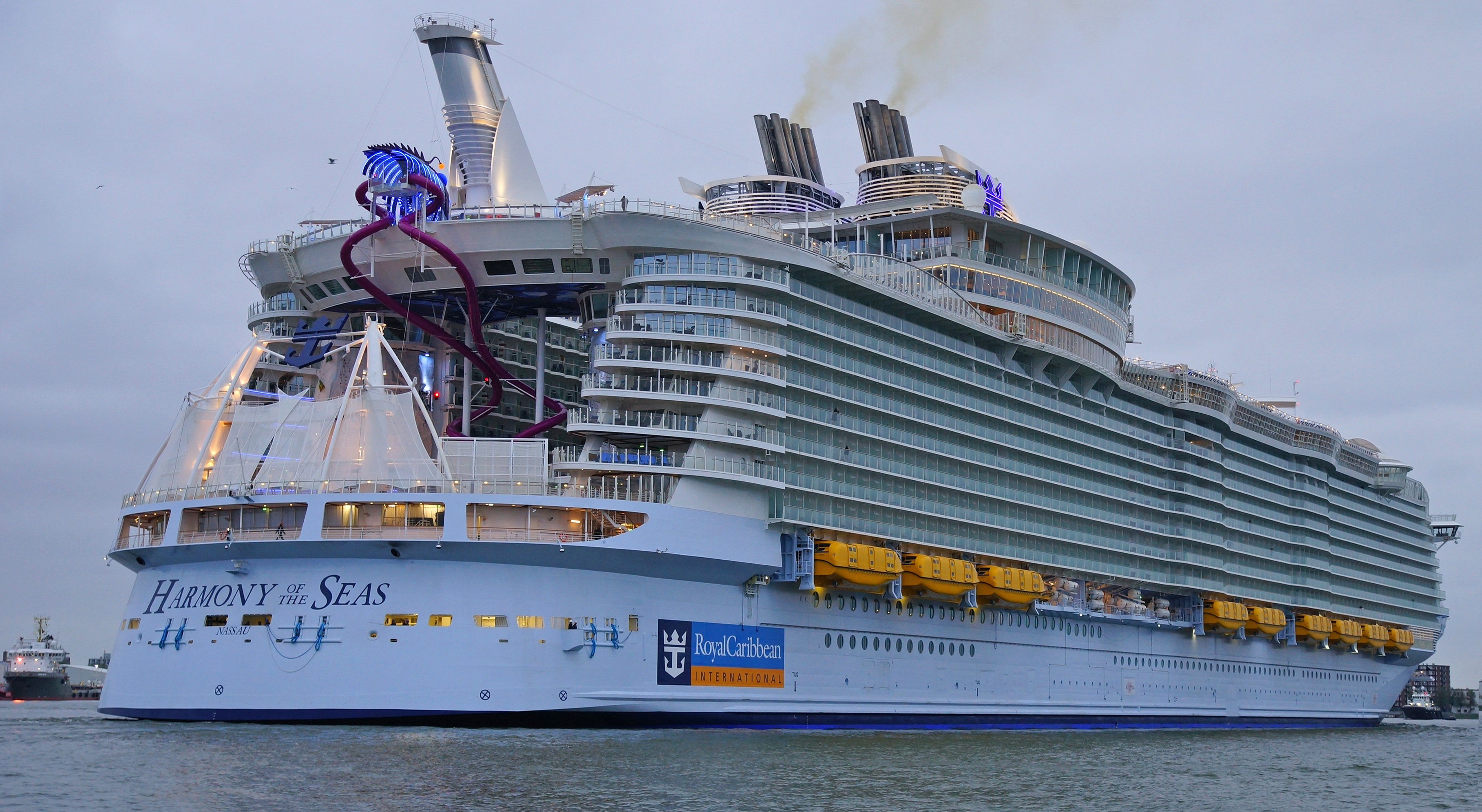
Vista trasera del Harmony of the Seas